# Bundesautobahn 39
Als Bundesautobahn 39 (Abkürzung: BAB 39) – Kurzform: Autobahn 39 (Abkürzung: A 39) –  werden zwei Autobahnabschnitte in Niedersachsen zwischen Seevetal bei Hamburg und Lüneburg (Nordwest-Südost-Ausrichtung) sowie zwischen Wolfsburg, Braunschweig und Salzgitter (Nordost-Südwest-Ausrichtung) bezeichnet.
Das Projekt einer gleichnamigen Autobahn in Nord-Süd-Ausrichtung zwischen Lüneburg und Wolfsburg soll zwischen 2027 und 2030 verwirklicht werden. Die Planfeststellungsverfahren wurden ab 2012 eingeleitet.

## Bestehendes Teilstück

### Verlauf
Die nördliche A 39 wurde ursprünglich als A 250 gebaut und beginnt mit der Ausfädelung aus der A 7 am Maschener Kreuz, kreuzt im Maschener Kreuz die A 1 und verläuft in südöstlicher Richtung weiter bis zur Anschlussstelle Lüneburg Nord. Hier geht sie weiterhin vierspurig in die Bundesstraße 4 über, die hier die Funktion einer Ortsumgehungsstraße für Lüneburg hat.
An der AS Weyhausen im Landkreis Gifhorn beginnt die südliche als A39 bezeichnete Autobahn, die dort aus der Bundesstraße 248 hervorgeht. Von dort aus verläuft sie in südlicher Richtung durch Wolfsburg. Dort überquert sie mit einer rund 246 Meter langen, 1975 erbauten Brücke den Mittellandkanal und die Bahnstrecke Berlin–Lehrte und bindet diesen Autobahnstummel am Autobahnkreuz Wolfsburg/Königslutter an die A 2 an. Dort wandelt sich der Charakter der A 39 zu einer Verbindung der A 2 mit der A 7 und der Städte Wolfsburg, Braunschweig und Salzgitter.
Dieser bislang längste, südwestliche Abschnitt der A 39 verläuft vom Autobahnkreuz Wolfsburg/Königslutter in südwestlicher Richtung an Cremlingen vorbei zunächst zur Anschlussstelle Braunschweig-Rautheim. Der Bau dieses nur ca. 15 km langen Abschnitts vollzog sich nach dem Baubeginn im Jahr 2002 über etliche Jahre in mehreren Etappen. Beginnend mit der Freigabe der Teilstücke bis zu den Anschlussstellen Sickte (2005), Cremlingen (2006) und schließlich dem Anschluss an das Kreuz Anfang 2009 wurde die südliche A 39 von Wolfsburg bis Salzgitter durchgängig befahrbar. Zunächst musste der Verkehr wegen Fahrbahnbeschädigungen im Bereich der Anschlussstelle Cremlingen jedoch einspurig über die Richtungsfahrbahn Wolfsburg geführt werden, seit Mitte 2011 ist die Autobahn auch in diesem Bereich vierstreifig befahrbar. In Richtung Wolfsburg bleibt hier jedoch auf einer Länge von etwa einem Kilometer die Geschwindigkeit dauerhaft (Stand 2017) auf 80 km/h begrenzt. 2011 wurde auf Höhe des Ortes Cremlingen ein Autobahnparkplatz mit WC (Herzogsberge), der auf der Nordseite 54 Pkw- und 32 Lkw-Stellplätze und (später) auf der Südseite 47 Pkw- und ebenfalls 32 Lkw-Stellplätze bereitstellen wird, eingerichtet. Hinzu kommen jeweils zwei Stellplätze für Busse und jeweils zwei behindertengerechte Pkw-Stellplätze. In ihrem weiteren Verlauf in Richtung Salzgitter bildet die Autobahn mit der A 36 das Kreuz Braunschweig-Süd, diese ging 2019 aus der A 395 hervor und sollte in den 1970er-Jahren als A 369 die A 39 mit der A 36 von Hameln nach Bad Harzburg verbinden.
Nachdem die A 39 die Oker überquert, kreuzt am Autobahndreieck Braunschweig-Südwest die hier endende A 391. Weiter geht es südlich an Salzgitter-Lebenstedt vorbei bis zum Autobahndreieck Salzgitter mit der A 7. Dieser Abschnitt wurde ursprünglich als Bundesstraße 490 angelegt.

### Besonderheiten
Die A 36 beginnt nicht direkt am Kreuz BS-Süd, sondern einige hundert Meter südlich davon. Die A 39 kreuzt genaugenommen die B 4.
Das Doppelbock-Fördergerüst des stillgelegten Bergwerkes und geplanten Atommüllendlagers Schacht Konrad ist von der Autobahn aus zwischen den AS Salzgitter-Thiede und AS Salzgitter-Lebenstedt-Nord gut zu erkennen. In diesem Teilstreckenbereich wurde der Neubau einer bewirtschafteten Tank- und Rastanlage in beiden Richtungen, die den Namen „Salzgitterhüttenblick“ tragen wird, begonnen. Das Planfeststellungsverfahren hierfür wurde Anfang August 2008 eingeleitet. Am 7. Oktober 2013 begann der Bau. Zur Klärung technischer Fragen ruhten die Bauarbeiten drei Jahre lang, wurden im Sommer 2017 wieder aufgenommen und wurden Mitte 2018 beendet. Die neu errichtete Anlage hat die Tankanlage bei der Anschlussstelle Braunschweig-Rüningen-Süd  ersetzt.

### Umbau des Dreiecks Braunschweig-Südwest
Am Dreieck Braunschweig-Südwest folgte die südliche A 39 bis ins Jahr 2010 dem abzweigenden Strang. Der gerade Strang ging direkt in die A 391 über. Durch den am 30. Januar 2009 vollzogenen Lückenschluss mit der A 2 am Kreuz Wolfsburg/Königslutter verlagert sich jedoch der Durchgangsverkehr von Frankfurt am Main und Kassel nach Berlin und Polen von der A 391 auf das neue Teilstück der A 39, weswegen ein Umbau des Dreiecks erforderlich wurde. Die Umbaumaßnahmen sahen vor, die Teilstücke der A 39 direkt ineinander zu führen, die Bundesautobahn 391 als abzweigenden Strang anzuschließen sowie den Abschnitt zwischen dem Dreieck BS-Südwest und dem Kreuz BS-Süd auf sechs Fahrstreifen zu verbreitern, weil es sich dort um einen staugefährdeten Abschnitt handelt.
Der Umbau wurde im Frühjahr 2009 begonnen und am 28. August 2012 abgeschlossen. Die Kosten beliefen sich auf rund 110 Millionen Euro.

### Umbau des Dreiecks Salzgitter
Bis zum Umbau des Dreiecks Salzgitter war dieses als Autobahngabelung der A 7 in Richtung Norden ausgeführt. Ein Wechsel von der A 39 auf die A 7 in Richtung Hannover und umgekehrt war nicht direkt möglich. Als Ersatz diente die B 6 zwischen den Abfahrten Baddeckenstedt der A 39 und der Abfahrt Derneburg/Salzgitter der A 7. Nach 15-monatigem Umbau wurden im Oktober 2020 die bis dato fehlenden Relationen hergestellt, und seither sind in der linksgeführten Trompete alle Relationen befahrbar.

## Planungsgeschichte und Bau
Bereits 1940 existierte der Plan einer Reichsautobahn Evestorf (Abzweig von der Linie Hamburg–Hannover) – südwestlich Uelzen – Braunschweig – Bad Gandersheim (Einmündung in Linie Hannover–Kassel).
Darüber hinaus waren noch folgende Vorhaben vorgesehen:
| Bezeichnung | Abschnitt                                                                       | Ausbau       | Dringlichkeitsstufe |
| ----------- | ------------------------------------------------------------------------------- | ------------ | ------------------- |
| B4          | Deutsch Evern – Uelzen-Nord (B 4 alt)                                           | vierstreifig | II                  |
| B4          | Uelzen-Nord – Uelzen-Hambrock                                                   | vierstreifig | I                   |
| B4          | Uelzen-Hambrock – Breitenhees (B 191)                                           | vierstreifig | II                  |
| B4          | Uelzen-Hambrock – Breitenhees (B 191)                                           | vierstreifig | III                 |
| B4          | Gifhorn – Kreuz Braunschweig-Nord (A 2)                                         | vierstreifig | II                  |
| B4          | Nordwestumgehung Braunschweig (Kreuz Braunschweig-Nord – Braunschweig-Lehndorf) | vierstreifig | I                   |
| B950        | Cremlingen (B 1) – Wolfenbüttel – Salzgitter-Thiede                             | vierstreifig | III                 |

Mit der umfassenden Untersuchung zum Weiterbau der Strecke Hamburg – Hannover – Kassel zu Beginn der 1950er Jahre wurde die Linienführung der heutigen A 7 aus dem Westen Hannovers in den Raum östlich der niedersächsischen Landeshauptstadt verlegt. Zugleich wurde auf absehbare Zeit nicht erwartet, dass der Plan einer zweiten Nord-Süd-Autobahnverbindung über Braunschweig wieder aufgegriffen würde. Das Vorhaben verschwand zunächst in der Schublade.
Dennoch wurde an einer verbesserten Anbindung des Raumes Braunschweig-Salzgitter an die neue Bundesautobahn Hamburg – Hannover – Kassel gearbeitet. Als erster Bestandteil der später zur Bundesautobahn ausgebauten Trasse wurde der Abschnitt zwischen Üfingen und Salzgitter-Lebenstedt-Nord in den 1950er Jahren errichtet. Bis 1962 kam die Strecke Rüningen–Üfingen hinzu. Allerdings handelte es sich um den Neubau einer zweistreifigen Landesstraße, die nicht kreuzungsfrei geführt wurde, aber bebaute Ortslagen umging. In Planung befanden sich die Strecken Baddeckenstedt – AD Salzgitter sowie Salzgitter-Lebenstedt-Nord – Salzgitter-Lebenstedt-Süd. Mitte der 1960er Jahre war die gesamte Strecke zwischen dem AD Salzgitter und Braunschweig (B 248) fertiggestellt und als Bundesstraße 490 gewidmet. Zwischen Üfingen und Braunschweig war die Bundesstraße bereits vierstreifig errichtet. Daran schloss sich der vierstreifige Ausbau zwischen Üfingen und westlich Salzgitter-Lebenstedt-Süd an, der ab 1966 dem Verkehr zur Verfügung stand. Zwischen Üfingen und Salzgitter-Lebenstedt-Nord wurden dabei jedoch nicht alle Kreuzungen beseitigt, so dass hier in der zweiten Hälfte der 1970er Jahre noch ein Umbau erfolgen musste. 1968 erfolgte die Fertigstellung des vierstreifigen Ausbaus zwischen Baddeckenstedt und Salzgitter-Lebenstedt-Süd, wobei später zwischen Westerlinde und Salzgitter-Lichtenberg eine Verlegung der Trasse noch erforderlich werden sollte. Zudem wurde die Trasse zwischen dem AD Braunschweig-Südwest und dem AK Braunschweig-Süd im selben Jahr unter Verkehr gebracht.
Im Bedarfsplan des Gesetzes über den Ausbau der Bundesfernstraßen in den Jahren 1971 bis 1985 vom 30. Juni 1971 war der heute als „Bundesautobahn 39“ vorgesehene Streckenzug nicht enthalten. Stattdessen enthielt der Bedarfsplan folgende Neu- und Ausbauprojekte für Bundesstraßen auf der heute für die A 39 vorgesehenen Trasse:
| Bezeichnung | Abschnitt                                                                           | Dringlichkeitsstufe | Ausbau       |
| ----------- | ----------------------------------------------------------------------------------- | ------------------- | ------------ |
| A39         | Abzweigung von der A7 bei Maschen – Lüneburg Nord                                   | I                   | vierstreifig |
| B4          | Lüneburg Nord – Deutsch Evern                                                       | I                   | vierstreifig |
| B950        | Weyhausen (Dreieck mit der B 188) – Wolfsburg-West                                  | I                   | vierstreifig |
| B950        | Wolfsburg-Mörse – Kreuz Wolfsburg-Königslutter (A 2) – Cremlingen (Dreieck mit B 1) | I                   | vierstreifig |
| B1          | Dreieck mit B 950 bei Cremlingen – Braunschweig-Rautheim                            | I                   | vierstreifig |
| B248        | Braunschweig-Rautheim – Dreieck Braunschweig-Südwest – Braunschweig-Rüningen        | I                   | vierstreifig |
| B490/B490n  | Braunschweig-Rüningen – Salzgitter-Lebenstedt-Nord                                  | I                   |              |
| B490n       | Salzgitter-Lebenstedt-Nord – Baddeckenstedt                                         | I                   | vierstreifig |
| B490n       | Baddeckenstedt – Dreieck Salzgitter                                                 | I                   | 2. Fahrbahn  |

Eine Verbindung zwischen Lüneburg und Wolfsburg war nicht im Bedarfsplan aufgenommen. Die vorgenannten Projekte des Ausbaues der B 4 stellen jedoch eine Trassenalternative dar, die eine direkte Verbindung von Lüneburg nach Braunschweig herzustellen suchte. Die B 950 von Cremlingen über Wolfenbüttel nach Salzgitter hätte eine zusätzliche Südostumgehung von Braunschweig gebildet (neben B 1/B 248).
Mit der Neustrukturierung des Netzes der Bundesautobahnen, die mit Wirkung ab 1. Januar 1975 eingeführt wurde, entstand aus den einzelnen Vorhaben ein neuer Streckenzug unter der einheitlichen Bezeichnung als „Bundesautobahn 39“. Die A 39 sollte von der A 7 bei Maschen abzweigen, die A 1 kreuzen und über Lüneburg nach Uelzen führen. Der Status des sich südlich Uelzen anschließenden Abschnittes bis nördlich Wolfsburg war noch offen. Von Wolfsburg sollte die A 39 die A 2 kreuzen bei Königslutter und über Cremlingen, Wolfenbüttel nach Salzgitter verlaufen, um bei Baddeckenstedt in die A 7 zu münden. Diese Planung entsprach im Wesentlichen dem heute ins Auge gefassten Trassenverlauf. Lediglich zwischen Cremlingen und Salzgitter-Thiede sollte die A 39 eine von der Stadt Braunschweig entferntere Linienführung erhalten (vgl. Bundesstraße 950).
In der Netzkarte der Bundesregierung vom 1. Januar 1976 war die A 39 dann von Maschen über Lüneburg, Uelzen, Wolfsburg, Wolfenbüttel nach Salzgitter und zur A 7 bei Baddeckenstedt als zusammenhängende Linie ausgewiesen. Im Raum Braunschweig verblieb es noch bei der stadtfernen Südost-Umgehung Braunschweigs.
Der Bedarfsplan des Gesetzes zur Änderung des Gesetzes über den Ausbau der Bundesfernstraßen in den Jahren 1971 bis 1985 vom 5. August 1976 enthielt zwar die A 39 weiterhin vollumfänglich. Doch wurde die Dringlichkeit der einzelnen Teilstrecken modifiziert und im Raum Lüneburg eine bemerkenswerte Trassenführung vorgesehen, bei der die Stadt Lüneburg im „Mittelstreifen“ der Autobahn gelegen hätte:
| Bezeichnung | Abschnitt                                                  | Dringlichkeitsstufe                                        |
| ----------- | ---------------------------------------------------------- | ---------------------------------------------------------- |
| B209        | Maschener Kreuz – Lüneburg-Adendorf                        | 1. Fahrbahn:Ib 2. Fahrbahn: möglich weiterer Bedarf        |
| B209        | Lüneburg-Adendorf – östlich Lüneburg – Lüneburg-Häcklingen | eine Richtungsfahrbahn in Ia                               |
|             | Lüneburg-Nord – westlich Lüneburg – Lüneburg-Häcklingen    | eine Richtungsfahrbahn als möglicher weiterer Bedarf       |
| B4 (alt)    | Lüneburg-Häcklingen – Uelzen-Nord                          | möglicher weiterer Bedarf                                  |
| B4 (alt)    | Uelzen-Ripdorf – Uelzen-Nord                               | 1. Fahrbahn: Ia, 2. Fahrbahn als möglicher weiterer Bedarf |
|             | Bedarf Uelzen-Süd – Weyhausen (nördlich Wolfsburg)         | möglicher weiterer Bedarf                                  |
|             | Weyhausen – Wolfsburg-West:                                | Dringlichkeitsstufe Ia bzw. laufendes Vorhaben             |
|             | Wolfsburg-Mörse – Cremlingen                               | Ia                                                         |
|             | Cremlingen – Wolfenbüttel – Salzgitter-Thiede              | möglicher weiterer Bedarf                                  |
|             | Salzgitter-Thiede – Salzgitter-Lichtenberg 2. Fahrbahn     | Ia                                                         |
|             | Salzgitter-Lichtenberg – Baddeckenstedt                    | Ia                                                         |

Weiterhin war der vierstreifige Aus- und Neubau der Strecke Gifhorn – Braunschweig – Kreuz Braunschweig-Süd (B 4/B 4n) enthalten.
Mit dem Zweiten Gesetz vom 25. August 1980 zur Änderung des Gesetzes über den Ausbau der Bundesfernstraßen in den Jahren 1971 bis 1985 kamen für die A 39 erhebliche Einschnitte: vorgesehen war noch die Strecke von Maschen bis Lüneburg-Nord in Dringlichkeitsstufe I. Die Ortsumgehung nordwestlich und westlich Lüneburg war nur noch als zweistreifiger Bundesstraßenneubau enthalten (B 4/B 209). Auch für Uelzen sollte nur noch eine zweistreifige Ortsumgehung im Zuge der B 4 realisiert werden. Die gesamte Strecke Lüneburg-Nord – Weyhausen (nördlich Wolfsburg) wurde gestrichen. Lediglich der Abschnitt Weyhausen – Sandkamp war noch als Vorhaben der A 39 in Stufe I enthalten. Zwischen Wolfsburg und dem Kreuz Wolfsburg/Königslutter liefen bereits die Bauarbeiten. Die Teilstrecke Kreuz Wolfsburg/Königslutter – Wolfenbüttel – Salzgitter-Thiede wurde gestrichen, stattdessen sollte vom Autobahnkreuz mit der A 2 die Autobahn nunmehr zum Kreuz Braunschweig-Süd geführt werden. Dieses Vorhaben war in Dringlichkeitsstufe I gesetzt. Auch zwischen dem Dreieck Braunschweig-Südwest und Baddeckenstedt war der Neu- und Ausbau der A 39 in Stufe I geplant.
Das Dritte Gesetz vom 21. April 1986 zur Änderung des Gesetzes über den Ausbau der Bundesfernstraßen enthielt die Strecke zwischen Maschen und Lüneburg-Nord sowie die vierstreifige Ortsumgehung Lüneburg als laufende Vorhaben, jedoch unter der Bezeichnung „Bundesautobahn 250“. Als Bestandteil der A 39 waren noch vorgesehen:
| Abschnitt                                             | Stand                 | Ausbau            |
| ----------------------------------------------------- | --------------------- | ----------------- |
| Weyhausen – Sandkamp                                  | vordringlicher Bedarf |                   |
| Kreuz Wolfsburg/Königslutter – Kreuz Braunschweig-Süd | vordringlicher Bedarf |                   |
| Dreieck Braunschweig-Südwest-Dreieck Salzgitter       | laufendes Vorhaben    | teilweiser Ausbau |

Im Zuge der B 4 waren noch folgende Projekte enthalten:
| Bezeichnung                                       | Bedarf                                       | Ausbau                 |
| ------------------------------------------------- | -------------------------------------------- | ---------------------- |
| OU Uelzen (Uelzen-Nord – Uelzen-Holdenstedt)      | vordringlichen Bedarf                        | zweistreifig           |
| OU Gifhorn-Kästorf/-Gamsen                        | laufendes Vorhaben                           |                        |
| Gifhorn – Braunschweig-Wenden                     | weiteren Bedarf                              | zweistreifig           |
| OU Braunschweig-Wenden – Braunschweig-Hansestraße | als laufendes Vorhaben/vordringlicher Bedarf | teilweise vierstreifig |

Nach der Wiedervereinigung von 1990 änderte sich die Verkehrsplanung deutlich. So enthielt der Bedarfsplan des Vierten Gesetzes zur Änderung des Fernstraßenausbaugesetzes vom 15. November 1993 eine Nordverlängerung der A 39, die allerdings von Wolfsburg über Salzwedel, Lüchow, Ludwigslust zum Autobahndreieck bei Neustadt-Glewe (A 24/A 241) geführt werden sollte. Diese Strecke war als weiterer Bedarf vorgesehen. Enthalten war weiterhin der Lückenschluss zwischen Winsen/Luhe und Lüneburg im Zuge der A 250. Bei Lüneburg sollte dann die A 14 anknüpfen, die über Salzwedel und Gardelegen nach Magdeburg geplant war. Aus der räumlichen Lage der Autobahnen ergab sich die Bezeichnung der Planung als „X-Variante“. Schließlich war auch der noch fehlende Abschnitt zwischen dem Kreuz Wolfsburg/Königslutter und dem Kreuz Braunschweig-Süd enthalten, jedoch im vordringlichen Bedarf. Im Zuge der B 4 waren noch im vordringlichen Bedarf die Ortsumgehungen Jelmstorf, Tätendorf, Kirchweyhe, Uelzen, Gifhorn (2. Fahrbahn) sowie im weiteren Bedarf der vierstreifige Neubau der Strecke Gifhorn – Braunschweig geplant.
Der Bedarfsplan des Fünften Gesetzes zur Änderung des Fernstraßenausbaugesetzes vom 4. Oktober 2004 sah nunmehr den Bau der A 39 von Lüneburg über Uelzen, Wittingen, Brome nach Wolfsburg als fest disponiertes Vorhaben vor. Die A 14 sollte von Wismar über Schwerin, Wittenberge, Stendal nach Magdeburg geführt werden. Eine B 190n sollte zwischen Neustadt/Dosse, Seehausen, Salzwedel und Wittingen eine zweistreifige Querverbindung zwischen A 14 und A 39 herstellen. Daraus ergab sich die Bezeichnung als „Hosenträgervariante“. Geplant war außerdem noch der Lückenschluss zwischen dem Kreuz Wolfsburg/Königslutter und dem Kreuz Braunschweig-Süd, ebenfalls als fest disponiertes Vorhaben. Im Zuge der B 4 war noch an folgende Projekte gedacht:
- OU Kirchweyhe (vordringlicher Bedarf)
- OU Uelzen (laufendes Vorhaben)
- vierstreifiger Aus- und Neubau zwischen Gifhorn und Braunschweig (teilweise im vordringlichen Bedarf).

## Liste der Verkehrsübergaben
Die einzelnen Teilabschnitte der A 39 wurden wie folgt dem Verkehr übergeben:
- 1963/64: AD Braunschweig-Südwest – Üfingen (10,6 km, als B 490 gewidmet)
- 1966: AS Salzgitter-Lebenstedt-Nord – westlich AS Salzgitter-Lebenstedt-Süd (7,5 km, als B 490 gewidmet)
- 1968: AS Westerlinde – AS Baddeckenstedt (3 km, als B 490 gewidmet)
- 1968: AK Braunschweig-Süd – AD Braunschweig-Südwest (2 km, als Bundesstraße gewidmet)
- 1971/72: AS Wolfsburg-West – südlich AS Wolfsburg-Mörse (4,4 km, als B 248 gewidmet)
- 1975: AK Maschen (A 7 – A1) (1,0 km)
- 1978: AS Sandkamp – AS Wolfsburg-West (2,1 km, davon 1 km 1977)
- 1979: Üfingen – AS Salzgitter-Lebenstedt-Nord (2,4 km)
- 1982: südlich AS Wolfsburg-Mörse – Kreuz Wolfsburg/Königslutter (9,2 km)
- 1985: AK Maschen bis AS Maschen (1,3 km, als A 250 gewidmet)
- 1985: östlich AS Lüneburg-Nord – AS Lüneburg-Neu Hagen (5,0 km, als B 4/B 209 gewidmet)
- 1987: AS Maschen – AS Winsen-West (8,2 km, als A 250 gewidmet)
- 1989: AS Salzgitter-Lichtenberg bis AS Westerlinde (6,0 km)
- 1990: westlich AS Salzgitter-Lebenstedt-Süd – AS Salzgitter-Lichtenberg (3,3 km)
- 1991: AS Winsen-West – AS Winsen-Ost (5,0 km, als A 250 gewidmet)
- 1995: AS Winsen-Ost – östlich AS Lüneburg-Nord (15,2 km, als A 250 gewidmet)
- 1997: AS Braunschweig-Rautheim – AK Braunschweig-Süd (3,6 km)
- 2004: AS Weyhausen – AS Sandkamp (3,8 km)
- 2005: AS Sickte – AS Braunschweig-Rautheim (2,0 km)
- 2006: AS Cremlingen – AS Sickte (2,9 km)
- 2008: AK Wolfsburg/Königslutter – AS Cremlingen (7,0 km)

## Geplanter Weiterbau Richtung Lüneburg

Anschluss der A 39 im Großraum Hamburg

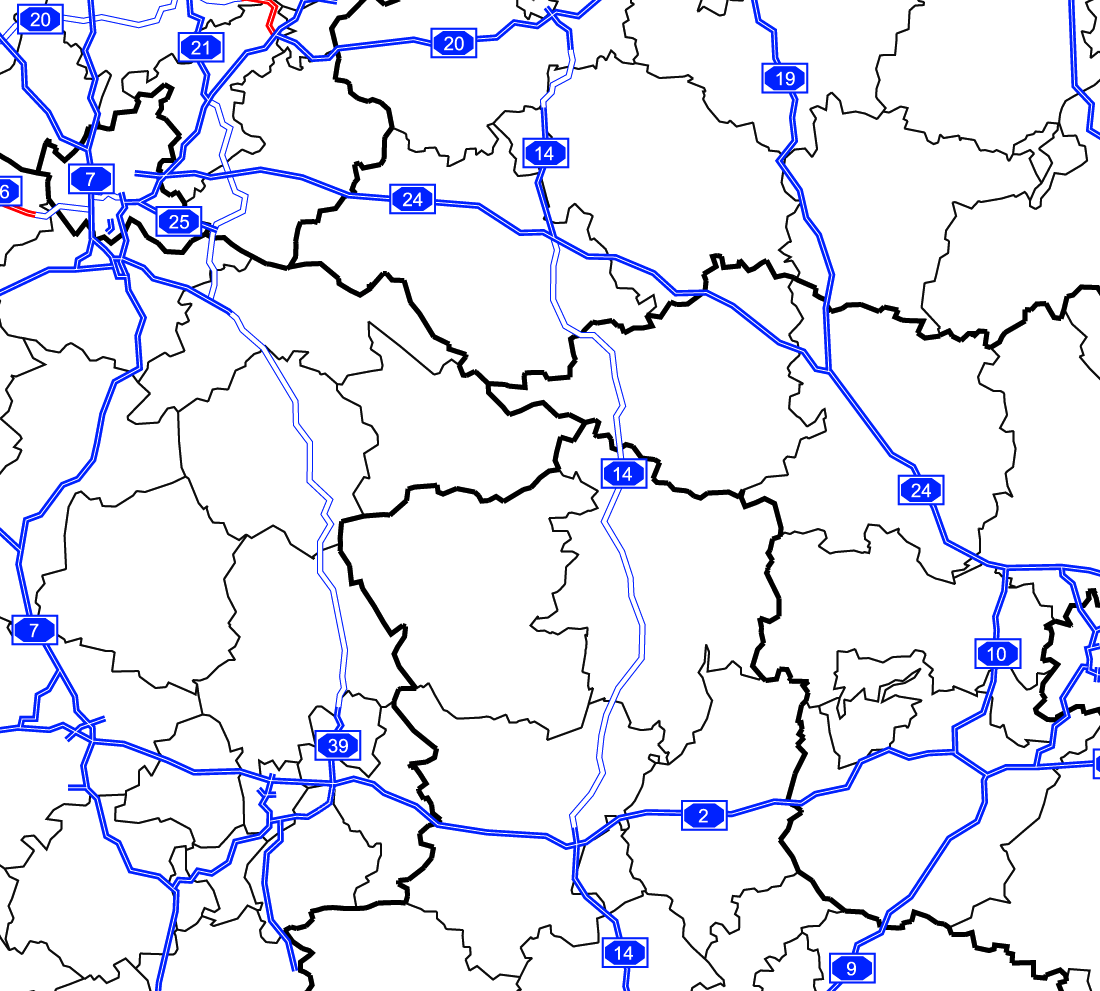
Autobahnen im Raum Hamburg–Berlin–Hannover

Es gab verschiedene Pläne, die Autobahn ab Wolfsburg weiterzuführen. Definiert und untersucht wurden sie 1995 in der Verkehrsuntersuchung Nord-Ost (VUNO). Der sogenannten I- oder Hosenträger-Variante wurde 2004 der Vorzug gegeben. Die A 39 wird über Lüneburg nach Hamburg weitergeführt. Am 3. November 2010 wurde die bestehende A 250 als Fortführung der A 39 nach Hamburg (Maschener Kreuz) in A 39 umbenannt. Salzwedel soll durch eine „leistungsfähige“ Bundesstraße im 2+1-System, die B 190n, in Ost-West-Richtung an die A 39 und die A 14 angebunden werden. Diese Variante erschließt diese dünn besiedelte und – auch durch die deutsche Teilung bedingt – bisher autobahnfreie Region großflächig. Dabei ergeben sich zusammen mit der A 7 und der A 14 drei parallel in Nord-Süd-Richtung verlaufende Autobahnen im Abstand von je etwa fünfzig Kilometern. Ebenfalls parallel dazu wird zwischen Braunschweig und Lüneburg die Bundesstraße 4 ausgebaut. Die ebenfalls für den vordringlichen Bedarf angemeldeten Ortsumgehungen zwischen Lüneburg und Uelzen an der B 4 (Melbeck = NKV 7,5 und Kirchweyhe = NKV 7,6) wurden zurückgestuft mit der Begründung, dass die A 39 diese Orte nachhaltig entlasten würde. Die Ortsumgehung Kirchweyhe wurde im April 2014 für den Verkehr freigegeben.
Im Oktober 2008 wurde das Linienbestimmungsverfahren für den Weiterbau der A 39 beendet. Insgesamt umfasst die 105 km lange Trasse sieben Abschnitte zwischen der L 216 (Lüneburg-Nord) und der B 188 (Wolfsburg).
Das Planfeststellungsverfahren läuft seit 3. Mai 2012 für den Abschnitt 1 bei Lüneburg. Am 4. August 2017 wurde ein Planänderungsverfahren eingeleitet, weil ein zusätzlicher Verflechtungsstreifen zwischen den Anschlussstellen Lüneburg-Nord (L216) und Erbstorfer Landstraße eingeplant wird. Der Baubeginn soll 2024 erfolgen (Stand März 2023).
Der Vorentwurf zum Abschnitt 2 von Lüneburg bis Bad Bevensen wurde im November 2014 vom Bundesverkehrsministerium genehmigt und aktuell (Stand März 2023) läuft das Planfeststellungsverfahren. Auch Abschnitt 3 von Bad Bevensen bis Uelzen befindet sich im Planfeststellungsverfahren. Im Januar 2023 wurden für diesen Abschnitt die Planungsunterlagen in den Rathäusern von Uelzen, Bevensen-Ebstorf, Aue und Rosche ausgelegt. Bis zum 6. März haben Bürger die Möglichkeit, Einsicht zu nehmen und Einwendungen bis zum 6. April 2023 einzureichen. Als Baubeginn wird für die Abschnitte 2 und 3 das Jahr 2025 angestrebt.
Mit Stand März 2023 wurden für die Abschnitte 4 von Uelzen bis Bad Bodenteich und Abschnitt 5 von Bad Bodenteich bis Wittingen noch die Entwurfsplanungen ausgearbeitet. Die Einleitung des Planfeststellungsverfahrens soll bei Abschnitt 4 im Jahr 2024 und der Baubeginn 2026 erfolgen. Abschnitt 5 folgt dann jeweils ein Jahr später. Die Entwurfsplanung zum Abschnitt 6 von Wittingen bis Ehra wurde im April 2016 vom Bundesverkehrsministerium genehmigt. Seit April 2018 befindet sich das Teilstück im Planfeststellungsverfahren. Es wird mit einem Beschluss im Jahr 2025 und einem anschließenden Klageverfahren gerechnet. Der Bau kann frühestens 2027 starten.
Das Planfeststellungsverfahren wurde am 9. Oktober 2014 für den Abschnitt 7 zwischen Ehra und Wolfsburg eingeleitet und am 30. April 2018 erging der Planfeststellungsbeschluss. Am 11. Juli 2019 hat das Bundesverwaltungsgericht (BVerwG) den Beschluss vorerst für nicht vollziehbar erklärt, da er nicht frei von Rechtsfehlern sei (BVerwG 9 A 13.18/BVerwG 9 A 14.18). Am 18. Dezember 2020 wurde zur Beseitigung der Mängel ein Änderungs- und Ergänzungsverfahren eingeleitet, welches am 28. Juni 2024 abgeschlossen wurde. Mehrere Verbände haben eine Klage gegen den erneuten Beschluss angekündigt.
Seit 2023 suchen ehrenamtliche Sondengänger auf der geplanten Trasse den Boden nach verborgenen Kulturdenkmälern ab. Dafür schulten die Landkreise Uelzen und Gifhorn sowie die Stadt Lüneburg 70 Freiwillige.

### Historische Planungen und alternative Varianten
Eine Verbindung Magdeburg–Hamburg gab es schon in den allerersten Reichsautobahnplänen von 1935. 1938 war vorgesehen, Verbindungen von Braunschweig, Hamburg, Magdeburg und Wittstock/Dosse zu einem Knotenpunkt bei Wittingen zu führen, wo heute – acht Jahrzehnte später – die Kreuzung der 2+1-streifigen B 190n mit der A 39 vorgesehen ist. 1940 war die Verbindung Braunschweig–Hamburg als zum Bau freigegeben dargestellt. Nach dem Zweiten Weltkrieg verhinderte die deutsche Teilung deren Realisation und die Planungen passten sich als Verbindung Wolfsburg–Hamburg den Möglichkeiten an, wie hier 1971 gezeigt, wurden aber nie umgesetzt, weil die Trasse durch die nahe parallele Führung zur A 7 als überflüssig erkannt wurde.
Bei der später diskutierten sogenannten X-Variante, die unter anderem vom ADAC befürwortet wurde, wäre sie nach Schwerin verlaufen und hätte bei Salzwedel die A 14 gekreuzt, die von Magdeburg nach Lüneburg hätte verlängert werden sollen.
Aus der Diskussion geraten ist dagegen trotz eines Nutzen-Kosten-Verhältnisses (NKV) von 3,5 die G-Variante, die auch den Bau der A 14 zwischen Magdeburg und Schwerin vorsah, aber als Anbindung von Lüneburg und Wolfsburg Bundesstraßen favorisierte. Die G-Variante hatte sich in der VUNO 1995 als verkehrstechnisch beste Lösung herauskristallisiert, wurde aber aus politischen Gründen zugunsten der I-Variante (NKV 3,4) verworfen.

### Kontroversen

Logo der Bürgerinitiative PRO A39 e. V.

Sowohl die Verlängerung nach Lüneburg als Ganzes als auch die Wahl der Trassen im Detail sind in der Region, zum Teil auch in der Landespolitik, umstritten. Zugleich sprachen sich im Jahr 2015 70 Prozent der Bevölkerung in der Region zwischen Lüneburg und Wolfsburg für den Lückenschluss aus.
Befürwortet wird das Projekt vor allem von der Industrie- und Handelskammer Lüneburg-Wolfsburg, einem „Nordland-Autobahn-Verein“ sowie der Bürgerinitiative „PRO A39 e. V.“, die aus den Mittelstandsvereinigungen der anliegenden Kreise hervorging. Diese haben weite Teile von CDU, SPD und FDP in der Region und auf Landesebene auf ihrer Seite, auf Bundesebene hat der damalige Bundeskanzler Gerhard Schröder die Aufnahme in den Bundesverkehrswegeplan durchgesetzt. Zu den bekannteren Befürwortern zählt auch der ehemalige Wolfsburger Oberbürgermeister und Spediteur Rolf Schnellecke. Sie bringen für das Projekt vor, dass damit der Transportweg von Braunschweig und Wolfsburg zum Hamburger Hafen verkürzt werde, es entstehe zwischen Hamburg und Salzgitter eine Alternative zur A 7. Die durchquerte Region werde für transportintensive Produktion und für Logistikbetriebe attraktiver, Ortsdurchfahrten würden entlastet. Außerdem wird der Ausbau für erforderlich gehalten, um die dringend notwendige Entlastung der A 7 herbeizuführen und den steigenden Hafenhinterlandverkehr für Hamburg aufzufangen. Unterstützung findet das Projekt auch durch zahlreiche mittelständische Unternehmen in Nordostniedersachsen, die sich eine Verbesserung der Wirtschaftsbedingungen und Verbesserung der Infrastruktur versprechen.
Die Bürgerinnen und Bürger in den betroffenen Landkreisen in Nordost-Niedersachsen standen auch 2021 noch mehrheitlich hinter dem Lückenschluss der A 39. Eine  Forsa-Umfrage aus dem Juli 2021 im Auftrag der Industrie- und Handelskammer Lüneburg-Wolfsburg kam zum Ergebnis, dass sich 71 % der Bevölkerung für einen Lückenschluss der Autobahn zwischen Lüneburg und Wolfsburg aussprechen. Lediglich 20 Prozent sind gegen einen Ausbau der A 39. Laut Forsa habe insgesamt die große Mehrheit der Bevölkerung in der Region kein Verständnis dafür, dass die Umsetzung von Infrastrukturprojekten wie der Bau der A39 so lange dauert: „Knapp 80 Prozent halten den Zeitraum von der Planung bis zur Fertigstellung für zu lang“ so Forsa.
Auf der anderen Seite bestehen eine Reihe von Bürgerinitiativen und Umweltgruppen vor Ort, regional und landesweit agieren Umweltverbände wie der BUND und der Verkehrsclub Deutschland dagegen, ebenso Bündnis 90/Die Grünen und Einzelpersonen der anderen Parteien.
Sie bezweifeln generell den wirtschaftlichen Nutzen, auch im Vergleich mit deutlich preisgünstigeren Ausbauten wie einzelnen Ortsumfahrungen. Es seien negative Folgen für den Tourismus in der Ostheide zu befürchten, Baukosten und Flächenverbrauch nicht zu verantworten. Sie weisen auch auf den ihrer Meinung nach geringen Verkehr auf dem Elbe-Seiten-Kanal und der Bahnstrecke Braunschweig–Wieren hin.

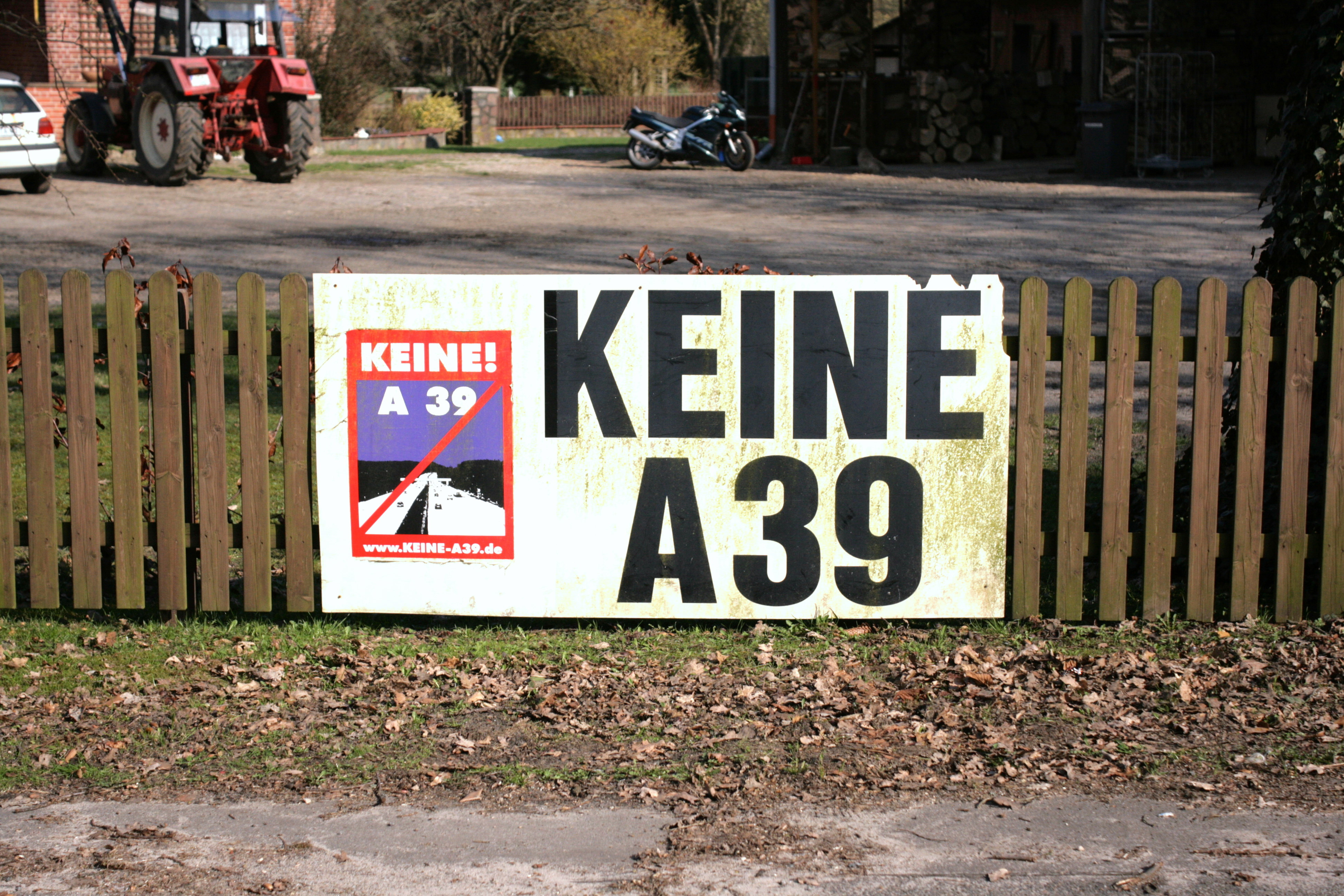
Protestschild gegen die geplante Autobahn in Weste (Niedersachsen)

Nach den Ergebnissen des Raumordnungsverfahrens weisen alle Trassen ein „hohes Konfliktpotential“ auf. Besonders umstritten ist der vorgesehene Ausbau der bestehenden B 4 innerhalb Lüneburgs. Die sogenannte Ostumgehung durchschnitt schon bei ihrem Bau das Wohngebiet Moorfeld. Bei ihrer Planung (Planfeststellungsbeschluss 1981) wurden Einwände von Bürgern, die Trasse könnte zu einem Teilstück einer späteren Nord-Süd-Autobahn werden, als unbegründet zurückgewiesen, die Trasse sei für den Ausbau als Autobahn ungeeignet. Inzwischen ist in diesem Abschnitt ein Tunnelbau geplant. Nahezu der gesamte sonstige Abschnitt durchquert Biotope, in denen zahlreiche streng geschützte Arten nachgewiesen sind. Konkret sind dies die Vogelarten Eisvogel, Grünspecht, Heidelerche, Neuntöter, Schwarzspecht, Teichhuhn, und Turmfalke; die Fledermausarten Abendsegler, Braunes Langohr, Breitflügelfledermaus, Graues Langohr, Große und Kleine Bartfledermaus, Mückenfledermaus, Rauhautfledermaus, Wasserfledermaus und Zwergfledermaus; der Moorfrosch und die Fischarten Bitterling, Groppe und Rapfen. Ältere Unterlagen ergaben zudem das Flussneunauge, das diesmal jedoch nicht nachgewiesen werden konnte.
Der Konflikt um eine ursprünglich geplante Tank- und Rastanlage in Hohnstorf konnte dadurch beendet werden, dass die Stadt Uelzen Bereitschaft erklärte, für eine solche Anlage Gewerbeflächen auf dem Stadtgebiet freizugeben. Dadurch ergab sich aber, dass eine weitere, 17 Hektar große Anlage zwischen Jembke und Tappenbeck eingerichtet werden sollte, was dort zu Protesten führte.

## Weitere Ideen/Planungen
Eine als Entlastung der A 2 angedachte Verlängerung der A 39 westlich von Salzgitter in Richtung Nordrhein-Westfalen wurde im Rahmen der Neuaufstellung des Bundesverkehrswegeplans 2030 verworfen.

### Zur Auseinandersetzung über die A 39
- A39 Begleitausschuss Tappenbeck
- Bündnis A39 Stoppen
- Bürgerinitiative Keine A 39
- Bürgerinitiative Natürlich Boldecker Land
- Bürgerinitiative Pro A 39 e. V.
- IGA Wendisch Evern (Memento vom 8. Juni 2013 im Internet Archive)
- Kampagnenseite der IHK Lüneburg-Wolfsburg
- Nordland Autobahn Verein

### Zur Auseinandersetzung über den Umbau des Autobahndreiecks Braunschweig-Südwest
- Niedersächsische Landesbehörde für Straßenbau und Verkehr zum Umbau des Autobahndreiecks BS-Südwest
- Lärmschutzverein LiMeS (Memento vom 9. August 2012 im Internet Archive)